# Un gelato al limon
Un gelato al limon è il terzo album del cantautore Paolo Conte.

## Descrizione
Dopo i primi due dischi, sempre con la produzione di Lilli Greco, Paolo Conte ha una pausa discografica di tre anni e mezzo, in cui comunque continua l'attività dal vivo: nel 1976 partecipa al Premio Tenco, e nell'inverno tra la fine del 1976 e l'inizio del 1977 si esibisce in alcuni concerti con alcuni amici conosciuti alla RCA, Piero Ciampi, Nada e Renzo Zenobi, ma le serate non riscuotono molto successo.
Per il nuovo disco quindi Conte cambia produttore, affidandosi a Nanni Ricordi, che per gli arrangiamenti si affida a Claudio Fabi e che decide di rinnovare il gruppo di lavoro di Conte: viene quindi cambiato lo studio di registrazione, passando agli Stone Castle Studios di Carimate, e i musicisti; tra essi vale la pena di ricordare due componenti della Premiata Forneria Marconi, il chitarrista Franco Mussida e il bassista Patrick Djivas, il batterista Walter Calloni (che proprio in quel periodo iniziava a suonare con la PFM come session man), il clarinettista jazz di origine siciliana Salvatore Giumento ed il chitarrista argentino Juan Carlos "Flaco" Biondini, solitamente musicista con Francesco Guccini.
Il disco viene registrato tra marzo ed aprile del 1979, ed i tecnici del suono sono Ruggero Penazzo, Dave Bellotti e Luca Rossi; il mixaggio, eseguito sempre negli Stone Castle Studios, è realizzato da Roberto Manfredi, Claudio Fabi e Dave Bellotti.
La copertina dell'album è opera di Renzo Chiesa, raffigura Paolo Conte al pianoforte, scattata al Brelin di Milano, al pianoforte , con il contrabbassista Giorgio Azzolini in secondo piano e Silvana Casarotto dell'Ufficio Stampa dell'RCA che lo osserva; all'interno sono riportati i testi di tutte le canzoni, le note tecniche sulla realizzazione del disco e tre fotografie di Renzo Chiesa, "simboliche" dei testi di Conte.
L'uscita del 33 giri è preceduta da quella di un 45 giri, Uomo camion/Angiolino, pubblicato nell'autunno del 1978: i due brani sono completamente diversi, per quel che riguarda l'arrangiamento, dalle versioni riportate nell'album, e non sono i soli già conosciuti: nel 1976 infatti Nada aveva già inciso Arte nell'album Nada, mentre sempre nel 1978 Bartali era stata già incisa da Bruno Lauzi nell'LP Alla grande.
A questo farà seguito un secondo 45 giri, pubblicato invece dopo l'estate, Un gelato al limon/Sudamerica, ma in questo caso si tratta delle stesse registrazioni.
Il disco si pone come un anello di congiunzione tra i primi due dischi ed i successivi, per quel che riguarda soprattutto le musiche e le sonorità degli arrangiamenti: se infatti i testi continuano la descrizione di una certa provincia italiana, spesso con ironia ed umorismo, le musiche invece si discostano dalle polke e mazurche prevalenti nei primi due dischi per accostarsi al jazz ed ai ritmi sudamericani.
Un gelato al limon non ebbe successo dal punto di vista delle vendite, ma ebbe però il merito di attirare finalmente l'attenzione del grande pubblico sul cantautore astigiano grazie soprattutto ad alcune canzoni come Bartali (dedicata al grande ciclista Gino Bartali) e Sudamerica (entrambe incise nello stesso periodo da Enzo Jannacci nel suo album Foto ricordo), o la stessa title track, che Lucio Dalla e Francesco De Gregori presentarono con un arrangiamento rock'n'roll durante il tour Banana Republic (inserendola poi nell'omonimo disco).
Come per gli album precedenti, tutti i testi e le musiche sono di Paolo Conte.
Nel 1988 l'album è stato ristampato in CD dalla RCA Italiana, in seguito è stato ristampato dalla BMG.

## Tracce
Lato A
1. La donna d'inverno - 3:16
2. Bartali - 2:20
3. Arte - 4:57
4. Angiolino[4] - 3:39
5. Dal loggione - 4:37

Lato B
1. Gelato al limon - 5:13
2. Blue tangos - 4:08
3. Sudamerica - 3:54
4. Uomo camion - 3:36
5. Rebus - 2:09

## Formazione
- Paolo Conte – voce, pianoforte, marimba, kazoo
- Patrick Djivas – basso, cori
- Ezio Vevey – chitarra
- Walter Calloni – batteria
- Renè Mantegna – percussioni
- Franco Mussida – chitarra
- Gianni Zilioli – fisarmonica
- Juan Carlos Biondini – chitarra
- Gian Maria Berlendis – violino
- Vincenzo Lo Castro – violino
- Roberto Marchio – violino
- Paolo Salvi – violoncello
- Nazareno Cicoria – violoncello
- Umberto Galli – violoncello
- Renato Riccio – viola
- Bruno Nidasio – viola
- Maurizio Dones – viola
- Pablo Romero – quena in Gelato al limone
- Pier Luigi Mucciolo – flicorno
- Franco Corvini – flicorno
- Johnny Capriuolo – trombone
- Rudy Meledandri – trombone
- Salvatore Giumento – clarinetto
- Claudio Fabi, Roberto Manfredi – cori

## Principali cover
- La donna d'inverno: Ornella Vanoni, album Ricetta di donna, 1980; Ornella Vanoni e Mario Lavezzi, album Noi, le donne noi, 2003;
- Bartali: Bruno Lauzi, album Alla grande..., 1978; Enzo Jannacci, album Foto ricordo, 1979; Pierangelo Bertoli, album Canzone d'autore, 1987; Enzo Jannacci e Paolo Conte, album The Best 2006, 2006
- Arte: Nada, album Nada, 1977
- (Il nostro amico) Angiolino: Powerillusi, solo dal vivo e in bootleg
- Un gelato al limon: Lucio Dalla e Francesco De Gregori, album Banana Republic, 1979; Francesco De Gregori, registrazione da solo in studio proveniente dalle session dell'album Viva l'Italia, reperibile su bootleg; Milva, album Live and more, 1988
- Sudamerica: Enzo Jannacci, album Foto ricordo, 1979; Ivano Fossati, Francesco De Gregori, Roberto Benigni e Paolo Conte, dal vivo al Club Tenco, 1986 (mai incisa)
- Uomo camion: Gabriella Ferri, album Ritorno al futuro, 1997